# Конвой № 3231
Конвой № 3231 — японський конвой часів Другої світової війни, проведення якого відбувалось у грудні 1943 — січні 1944 року.
Пунктом призначення конвою був атол Трук (Чуук) у центральній частині Каролінських островів, де ще до війни створили потужну базу японського ВМФ, з якої до лютого 1944 року провадились операції у цілому ряді архіпелагів. Вихідним пунктом став розташований у Токійській затоці порт Йокосука (саме звідси традиційно вирушала більшість конвоїв на Трук).
До складу конвою увійшли транспорти «Тацуура-Мару», «Акібасан-Мару» та «Кокуйо-Мару», тоді як охорону забезпечували кайбокан (фрегат) «Амакуса» і переобладнаний канонерський човен «Чоан-Мару № 2 Го» (утім, останній з жовтня 1943 року був офіційно перекласифікований назад у транспорт).
Загін вийшов із порту 31 грудня 1943 року. Його маршрут пролягав через кілька традиційних районів дій американських підводних човнів, які зазвичай патрулювали поблизу східного узбережжя Японського архіпелагу, біля островів Оґасавара, Маріанських островів і на підходах до Труку. Утім, проходження конвою № 3231 пройшло без ускладнень і 12 січня загін успішно прибув на Трук.